# Ponerini
Ponerini is een mierentribus uit de onderfamilie van de Ponerinae. De wetenschappelijke naam van de tribus is voor het eerst geldig gepubliceerd in 1835 door Lepeletier de Saint-Fargeau.

## Genera
- Anochetus Mayr, 1861
- †Archiponera Carpenter, 1930
- Asphinctopone Santschi, 1914
- Austroponera Schmidt & Shattuck, 2014
- Belonopelta Mayr, 1870
- Boloponera Fisher, 2006
- Bothroponera Mayr, 1862
- Brachyponera Emery, 1900
- Buniapone Schmidt & Shattuck, 2014
- Centromyrmex Mayr, 1866
- †Cephalopone Dlussky & Wedmann, 2012
- Cryptopone Emery, 1893
- †Cyrtopone Dlussky & Wedmann, 2012
- Diacamma Mayr, 1862
- Dinoponera Roger, 186
- Dolioponera Brown, 1974
- Ectomomyrmex Mayr, 1867
- Emeryopone Forel, 1912
- Euponera Forel, 1891
- Feroponera Bolton & Fisher, 2008
- Fisheropone Schmidt & Shattuck, 2014
- Hagensia Forel, 1901
- Harpegnathos Jerdon, 1851
- Hypoponera Santschi, 1938
- Iroponera Schmidt & Shattuck, 2014
- Leptogenys Roger, 1861
- Loboponera Bolton & Brown, 2002
- Mayaponera Schmidt & Shattuck, 2014
- Megaponera Mayr, 1862
- Mesoponera Emery, 1900
- †Messelepone Dlussky & Wedmann, 2012
- Myopias Roger, 1861
- Neoponera Emery, 1901
- Odontomachus Latreille, 1804
- Odontoponera Mayr, 1862
- Ophthalmopone Forel, 1890
- Pachycondyla Smith, 1858
- Paltothyreus Mayr, 1862
- Parvaponera Schmidt & Shattuck, 2014
- Phrynoponera Wheeler, 1920
- Plectroctena Smith, 1858
- Ponera Latreille, 1804
- †Ponerites Dlussky & Rasnitsyn, 2003
- Promyopias Santschi, 1914
- †Protopone Dlussky, 1988
- Psalidomyrmex André, 1890
- Pseudoneoponera Donisthorpe, 1943
- Pseudoponera Emery, 1900
- Rasopone Schmidt & Shattuck, 2014
- Simopelta Mann, 1922
- Streblognathus Mayr, 1862
- Thaumatomyrmex Mayr, 1887